# Квартирантство
Квартира́нтство — це співжиття двох видів, за якого особини одного використовують інший (тіло особин або їхнє житло) для проживання і при цьому не приносять хазяїну ні користі, ні шкоди. Квартиранство є різновидом коменсалізму, що базується тільки на просторових, але не трофічних зв'язках.
Квартиранство поділяють на кілька типів:
- Синойкія — тип співжиття, за якого один вид проживає у житлі, наприклад норі, гнізді, мурашнику, іншого.
- Епіойкія — взаємодія при якій квартирант живе на поверхні тіла господаря, наприклад тварини, що гніздяться на деревах, вусоногі раки, що поселяються на китах та акулах.
- Ендойкія — квартиранство всередині тіла хазяїна, наприклад у кишці коней може проживати нематода, яка живиться інфузоріями[2].